# Troupe de la Comédie-Française en 1718

## Composition de la troupe de laComédie-Françaiseen1718
L'année théâtrale commence le 10 avril 1718 (veille des Rameaux) et se termine le 14 avril 1719.
| Acteurs           | Actrice          |
| ----------------- | ---------------- |
| La Thorillière    | La Thorillière   |
| Poisson           | Mlle Dancourt    |
| Lavoy             | Des Brosses      |
| Ponteuil          | Duclos           |
| Legrand           | Champvallon      |
| Dangeville        | Desmares         |
| Du Boccage        | Dancourt         |
| Poisson           | Dangeville tante |
| Quinault          | Sallé            |
| Fontenay          | Quinault         |
| Quinault-Dufresne | Gautier          |
| Duchemin          | Lecouvreur       |
|                   | Quinault         |

## Source
- Base documentaire La Grangesur le site de la Comédie-Française.
- Les Comeddiens Du Roi de la Trope Francaise
- La troupe à travers les siècles